# Nicole Faria
Nicole Faria (Bangalore, 9 febbraio 1990) è una modella indiana, vincitrice del concorso Miss Terra 2010.

## Carriera
Nicole Faria ha iniziato a lavorare come modella nel 2005, comparendo in servizi fotografici per riviste come Elle, Cosmopolitan e  Vogue fra le altre, e sfilando occasionalmente. Nel novembre 2010 era stata anche la protagonista di uno spot di un notepad della HP Personal Systems.
Nel 2010 Faria ha vinto il titolo di Miss India Earth durante il concorso Femina Miss India 2010 svoltosi a Mumbai. Grazie al titolo vinto, la Faria ha potuto rappresentare l'India a Miss Terra 2011, tenutosi in Vietnam. Il 4 dicembre 2010 Nicole Faria è diventata la prima rappresentante dell'India a vincere il titolo di Miss Terra, vincendo anche il riconoscimento di Miss Talent..